# Яндомозеро (деревня)
Я́ндомозеро (карел. Jandomjärvi) — ненаселённая деревня в составе Великогубского сельского поселения Медвежьегорского района Республики Карелия, комплексный памятник истории. Расположена на Заонежском полуострове в северной части Онежского озера на берегу озера Яндомозеро.

## История
Впервые поселение упоминается в «Писцовой книге Обонежской пятины» в 1563 году. До Октябрьской революции входило в Яндомозерское общество.
В результате сокращения населения в 1957 году деревни Есино, Есино Погост, Истомино, Потаповская, Раньково и Углевщина были объединены под общим названием Яндомозеро.

## Варварьинская церковь
В деревне находилась деревянная церковь Варвары Великомученицы, построенная в 1656 году.
14 ноября 1937 года по необоснованному обвинению в контрреволюционной деятельности, решением Особой тройки НКВД Карельской АССР, был расстрелян священник Варваринской церкви Виктор Степанович Орлов (1870—1937).
В 1951—1957 годах церковь была отреставрирована (автор проекта реставрации А. В. Ополовников). В 1989 году был проведён дополнительный цикл консервационных работ.
В 2015 году вместо реставрации на месте Министерство культуры РФ приняло решение перенести памятник архитектуры федерального значения из нежилой деревни Яндомозеро в деревню Типиницы в целях обеспечения её дальнейшей сохранности. Работы должны были завершиться в 2016 году, однако по состоянию на весну 2019 года, как сообщал Константин Михайлов,

Вместо образцовой реставрации мы имеем показательную катастрофу с неясным финалом. Срубы церкви и колокольни на новом месте собраны до уровня пола первого этажа, да и то предстоят переделки, материалы разобранного подлинного храма хранятся в порядке и беспорядке в Типиницах и соседней Великой Губе, их периодически обнаруживают на деревенских огородах. А за растянувшимся на годы процессом тянется шлейф претензий, скандалов, судебных процессов и заявлений о возбуждении уголовного дела.
Пятая часть брёвен оставалась гнить под открытым небом в Яндомозере, остальные складировались по дороге и на временных площадках. По самым оптимистичным оценкам, к моменту завершения «реставрации» в 2021 году от памятника останется не более 40 % подлинного дерева.
На март 2021 года храм стоит в Типиницах под крышей, с шатровой кровлей, с луковичными главками и православными крестами. Готовятся к установке причелины, наличники, подзоры, резные столбы, элементы потолка-неба и каркас иконостаса.

## Интересные факты
Деревня Яндомозеро упоминается в книгах музыканта и писателя Андрея Макаревича, лидера группы Машина времени, «Сам овца» и «Остраконы».
Крестьянин Яндомозерского погоста Фепонов Андрей Петрович (1883—после 1926), герой Первой мировой войны, старший унтер-офицер, был награждён военными орденами Святого Георгия 3-й и 4-й степени.

## Население
Численность населения в 1905 году составляла 221 человек.
| 2002 | 2010 | 2013 |
| ---- | ---- | ---- |
| 1    | ↘0   | →0   |

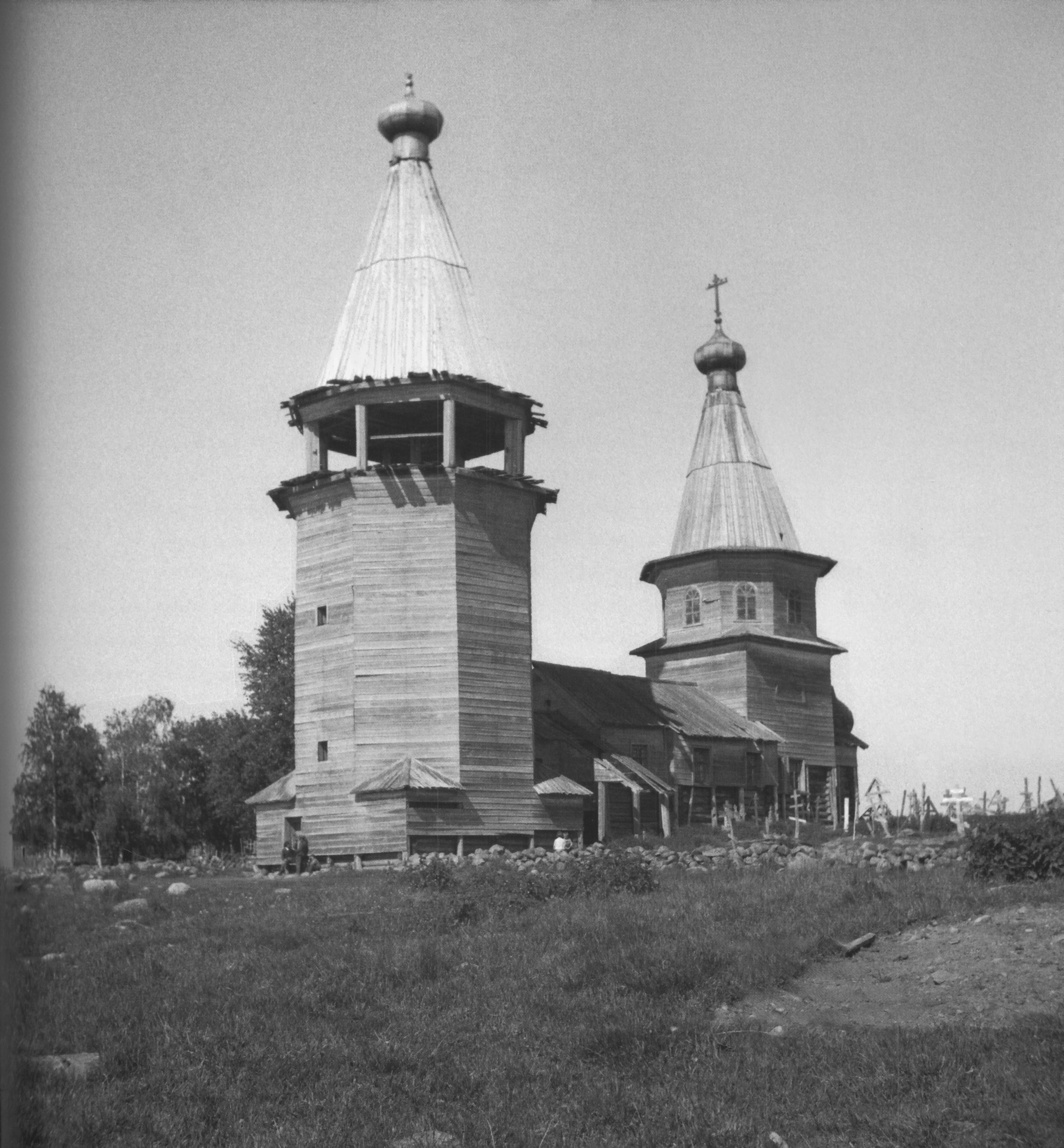
Старая церковь Великомученицы Варвары (1656 года постройки) в 1943 году  Объект культурного наследия № 1010042000№ 1010042000
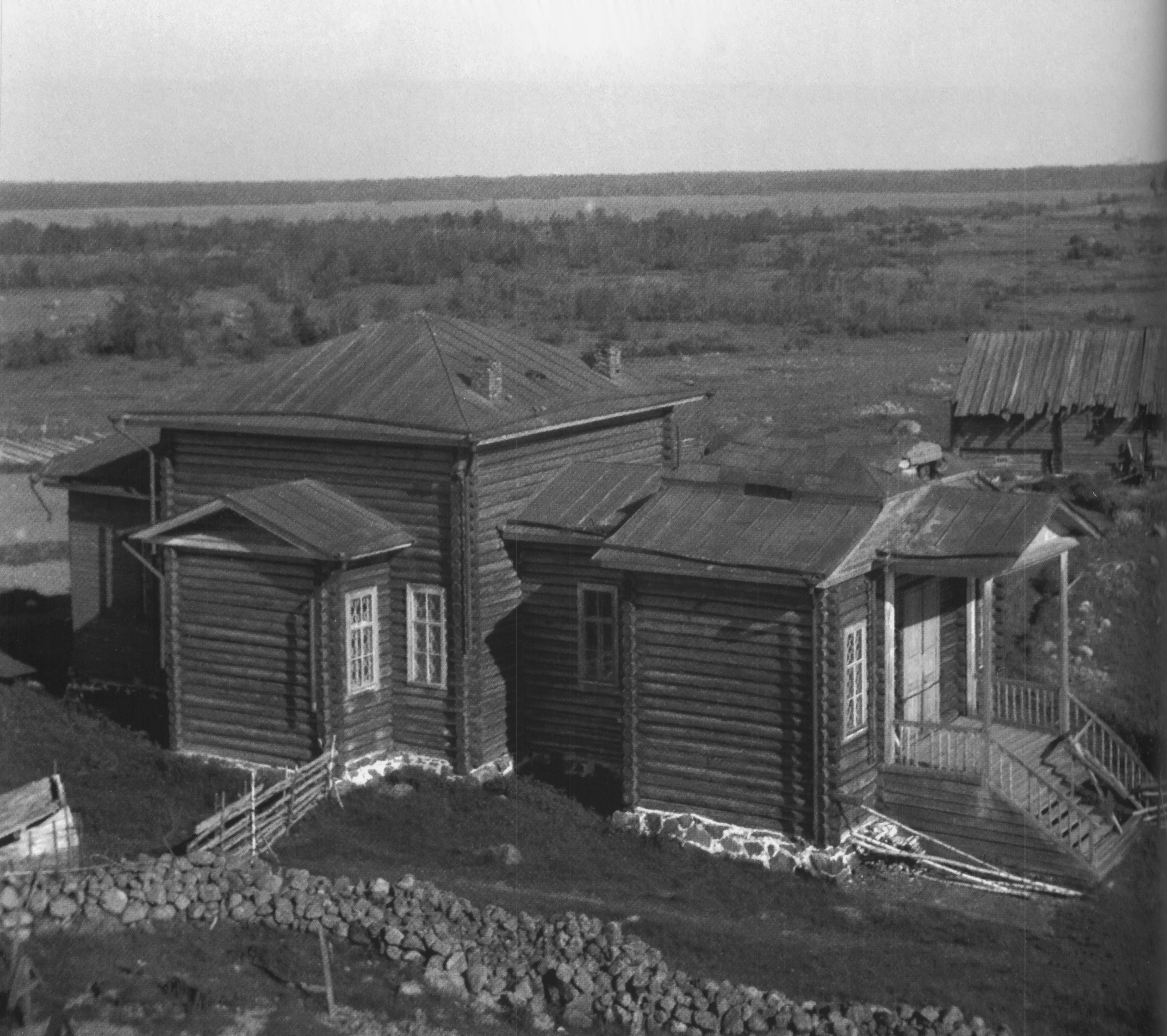
Новая церковь Великомученицы Варвары (1898 года постройки) в 1943 году
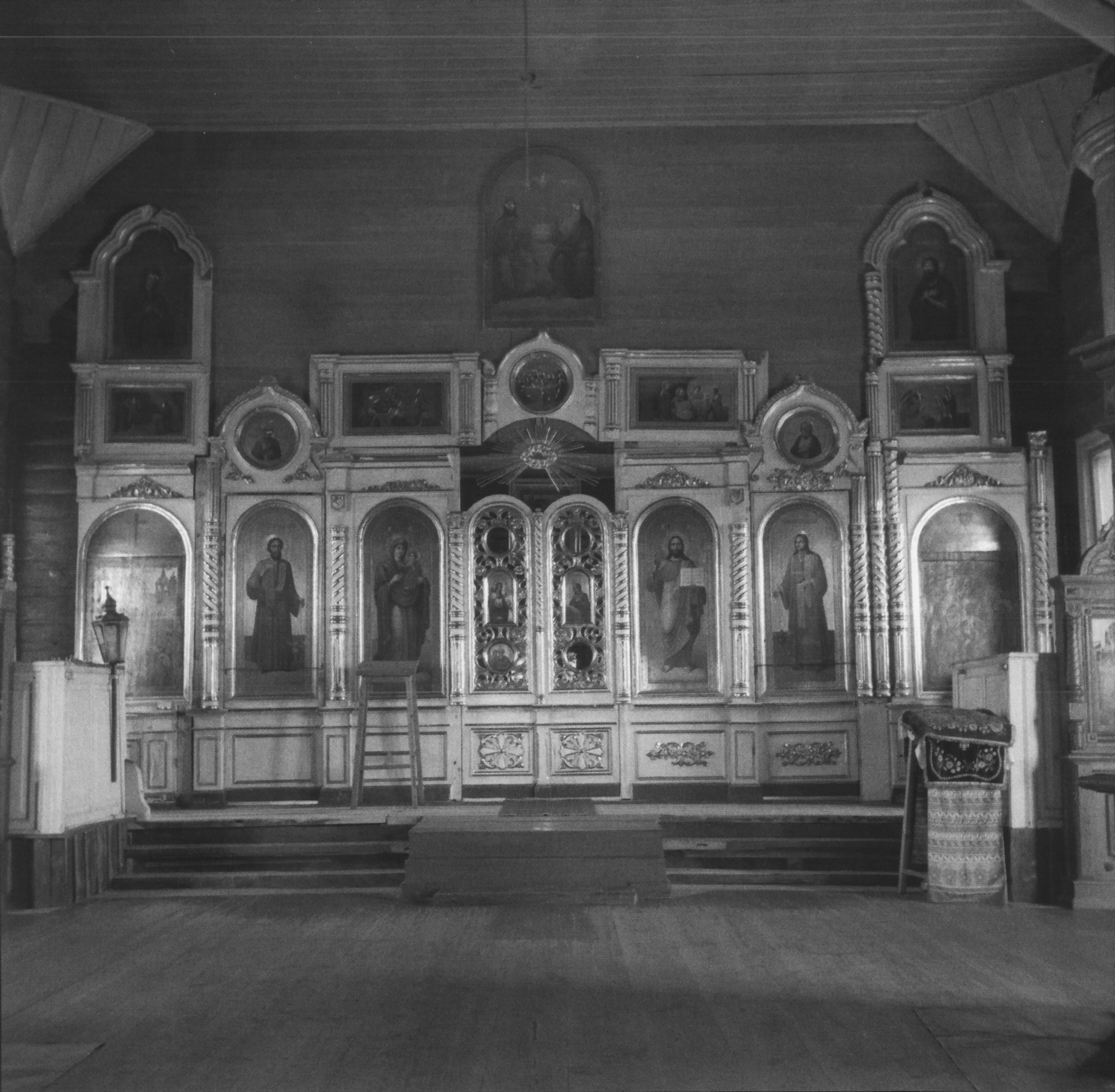
Утраченный иконостас новой церкви Великомученицы Варвары (XIX в.) в 1943 году